# Garagoa
Garagoa é um município no departamento de Boyacá, na Colômbia.